# 小行星16887
小行星16887（16887 Blouke）是一颗绕太阳运转的小行星，为主小行星带小行星。该小行星于1998年1月28日发现。

## 轨道参数
小行星16887的轨道半长轴为2.9776213 UA，离心率为0.111。